# Hedvika z Gudensbergu
Hedvika z Gudensbergu (1098/1100 ? – 1148) byla durynská lantkraběnka, dcera Gisa IV., hraběte z Gudensbergu a Kunhuty z Bilsteinu.

## Život
Hedvika byla jedním ze dvou potomků hraběte Gisa z Gudensbergu, který zemřel roku 1122. Pravděpodobně téhož roku byla provdána za svého vrstevníka Ludvíka Durynského.
Hedvičina ovdovělá matka Kunhuta se provdala za zeťova mladšího bratra Jindřicha. Pikantní je, že se tak Kunhuta sňatkem stala švagrovou své vlastní dcery. Jindřich Raspe byl však roku 1130 zavražděn, Hedvičin bratr Giso V. z Gudensbergu zemřel roku 1137 a druhé Kunhutino manželství bylo neplodné. Celé dědictví tak připadlo Ludvíkovi Durynskému a Hedvice, roku 1137 se tak Ludvík díky osudové kombinaci bezdětnosti a včasného skonu příbuzenstva stal i lantkrabětem hesensko-gudensberským.
Ludvík Durynský zemřel roku 1140, když bylo jejich nejstaršímu synovi Ludvíkovi pouhých dvanáct let. Vdova Hedvika se stala regentkou až do synovy zletilosti.
Zemřela roku 1148 a byla pohřbena po manželově boku v klášteře Reinhardsbrunn. Dvě dcery se provdaly do Čech – Cecílie za Oldřicha, syna Soběslava I. a Judita za Vladislava II., budoucího českého krále.